# Eyes Closed (Halsey)
Eyes Closed è un brano musicale della cantante statunitense Halsey, terza traccia del suo secondo album in studio Hopeless Fountain Kingdom. È stato pubblicato il 4 maggio 2017 dalla Astralwerks come singolo promozionale.

## Tracce
1. Eyes Closed – 3:22 (Ashley Frangipane, Abel Tesfaye Alexandra Dash, Benjamin Levin, Nathan Perez, Magnus Høiberg)